# Zalando
Zalando SE — німецька компанія, що займається онлайн-торгівлею взуттям, одягом та косметикою. Компанію створено 2008 року Девідом Шнайдером і Робертом Гентцем, вона має 50 млн активних користувачів на 25 європейських ринках. Zalando працює в різних сферах бізнесу — від продажу мультибрендових товарів (включаючи власні бренди), торгового клубу Zalando Lounge, аутлетів в 11 містах Німеччини, консультаційної служби Zalon, і до пропозицій з логістики та маркетингу для роздрібних торговців. Завдяки програмі Connected Retail, Zalando підключила понад 7000 фізичних магазинів до своєї онлайн-платформи. У 2021 році Zalando отримав дохід у розмірі 10,35 мільярда євро, маючи приблизно 17 000 співробітників.

## Історія
Zalando була заснована в 2008 році Робертом Генцем та Девідом Шнайдером у Берліні з інвестиціями трьох братів Самвер. Генц, Шнайдер і Олівер Самвер познайомилися один з одним під час навчання у Вищій Школі менеджменту імені Отто Бейсхайма.
За прикладом американського магазину Zappos.com, Zalando спочтатку займалась виключно торгівлею взуттям.
У 2010 році компанія розпочала роботу в Нідерландах і Франції та додала до свого асортименту одяг. У 2011 році вона відкрила сайти для онлайн-торгівлі у Великій Британії, Італії та Швейцарії. У наступному році Zalando розширився до Швеції, Данії, Фінляндії, Норвегії, Бельгії, Іспанії та Польщі. У 2012 році Zalando почала працювати за межами Німеччини, пропонуючи доставку до Австрії.
З 2013 року, наслідуючи приклади технологічних компаній зі Сходу, особливо з Китаю, Zalando почав перетворюватися на європейську цифрову платформу. Наслідуючи китайські компанії, Zalando поставив за мету стати таким собі торговим центром в інтернеті, що дозволив би виробникам одягу та ритейлерам здійснювати продажі через партнерську програму, без особливих зусиль з боку Zalando.
У 2014 році Zalando була зареєстрована на Франкфуртській фондовій біржі. З 22 червня 2015 року Zalando включено до біржового індексу MDAX. У 2015 році Zalando розпочав співпрацю з Topshop і почав продавати товари онлайн. Рекламні ролики за участю моделі Кари Делевінь транслювалися в Німеччині, Швейцарії та Франції.
У березні 2017 року Zalando придбала німецьку компанію Kickz за невідому суму. На той час Kickz володіла 15 магазинами по всій Німеччині, які спеціалізувалися на баскетбольному взутті.
У 2018 році Zalando розпочала продавати косметику в Німеччині, Польщі та Австрії та відкрила концептуальний магазин краси в Берліні, де постійно змінюється асортимент косметичних засобів.
У лютому 2018 року Zalando розширила співпрацю з офлайн-магазинами в Німеччині.
У червні 2018 року компанія розширила свою діяльність на Ірландію та Чехію. Ці нові ринки обслуговуються на існуючих логістичних майданчиках Zalando.

## Географічна присутність

Країни, в яких працює Zalando

Компанія працює в таких країнах: Німеччина, Австрія, Швейцарія, Франція, Бельгія, Нідерланди, Італія, Іспанія, Польща, Швеція, Данія, Фінляндія, Норвегія, Словенія, Ірландія, Люксембург, Чехія, Словаччина, Хорватія, Велика Британія, Литва, Латвія, Естонія, Угорщина та Румунія.

## Показники бізнесу
Zalando була збитковою з моменту свого заснування, і почала отримувати прибуток лише у 2014 році. Найважливішими статтями витрат для Zalando є витрати на реалізацію та маркетинг, які складають 50 % від загального доходу без урахування витрат на збут, причому витрати на маркетинг досягали 25 % у 2010 році. Вперше Zalando вдалося стати прибутковою в 2014 році, що стало можливим завдяки управлінню витратами та продажам на додаткових ринках. Майже 50 % доходів від продажів припадає на Німеччину, Австрію та Швейцарію.
У 2021 році компанія планувала збільшити валовий обсяг товарів (GMV) до понад 30 мільярдів євро до 2025 року, а в довгостроковій перспективі хотіла зайняти понад 10 % європейського модного ринку в 450 мільярдів євро.
| рік      | Дохід (млрд євро) | Прибуток/збиток у млрд. євро | Зростання доходу | Маржа EBIT |
| -------- | ----------------- | ---------------------------- | ---------------- | ---------- |
| 2010     | 0,150             | −0,020                       |                  | −13,5 %    |
| 2011 рік | 0,510             | −0,060                       | 240 %            | −11,8 %    |
| 2012 рік | 1,150             | −0,090                       | 125 %            | −7,8 %     |
| 2013     | 1,800             | −0,120                       | 56 %             | −6,3 %     |
| 2014     | 2,200             | 0,082                        | 26 %             | 3,7 %      |
| 2015     | 2,958             | 0,107                        | 33,6 %           | 3,6 %      |
| 2016     | 3,639             | 0,216                        | 23 %             | 5,9 %      |
| 2017     | 4,489             | 0,215                        | 23,4 %           | 4,8 %      |
| 2018     | 5,387             | 0,173                        | 20,0 %           | 3,2 %      |
| 2019     | 6,483             | 0,225                        | 20,3 %           | 3,5 %      |
| 2020     | 7,982             | 0,421                        | 23,1 %           | 5,3 %      |